# Kentaro Yano
Kentaro Yano (japonès: 矢野健太郎)  (Tòquio, 1 de març de 1912 - Tòquio, 25 de desembre de 1993) va ser un matemàtic japonès.
Nascut a Tòquio. Inspirat per l'arribada d'Albert Einstein al Japó quan era un nen de deu anys, sempre va aspirar a ser matemàtic per poder entendre la teoria de la relativitat. El 1931 va ingressar a la universitat de Tòquio, en la qual es va graduar el 1936. Després de graduar-se, va estudiar a la universitat de París, en la qual es va doctorar el 1938, sota la direcció d'Élie Cartan. En retornar al Japó, va treballar per l'Institut de Tecnologia de Tòquio fins que es va retirar el 1972, excepte el període 1950-1952 que va estar a l'Institut d'Estudis Avançats de Princeton, col·laborant amb Oswald Veblen. A més, va ser professor visitant a universitats d'arreu del món i participant en multitud de congressos.
El seu camp de treball va ser la geometria diferencial, convertint-se en un gran especialista en l'anàlisi de tensors. També va ser un apassionat de la pedagogia de les matemàtiques. Va ser un prolífic escriptor que va publicar uns tres-cents articles científics i vuit llibres i monografies.